# Assurance habitation
Une assurance habitation est une assurance destinée aux habitations de particulier et leurs annexes. Son objet principal est de couvrir les locaux, leur contenu et la responsabilité civile de ses occupants.
Les caractéristiques des contrats d'assurances habitation (couverture, niveau de garantis, durées, primes ou résiliation) varient d'un pays à un autre.

## Droit par État

### Allemagne
En Allemagne, il existe différents types d'assurance, dont l'assurance habitation (hausratversicherung), qui couvre le feu, les dégâts des eaux ou le vol et le vandalisme.

### France
Pour les contrats d’assurance habitation on parle de contrat MRH « multirisques habitation » (multirisques professionnels pour les locaux de professionnels), un type de contrat modulable grâce à des options supplémentaires de tout type permettant d'augmenter le niveau des garanties,

### Québec (Canada)
En droit québécois, les règles en matière d'assurance habitation sont contenues dans le chapitre quinzième du livre cinquième « des obligations »  dans le Code civil du Québec (2389-2628 C.c.Q.). Dans ce chapitre, il existe deux sections pertinentes à l'assurance habitation, dont une section générale applicable à tous les contrats d'assurances (2389-2414 C.c.Q.) et une section particulière en matière d'assurance de dommages (2463-2504 C.c.Q.). Cette dernière section comprend notamment une sous-section concernant l'assurance de biens (2480-2497 C.c.Q).
De fait, la loi provinciale du Québec ne fixe aucune obligation pour les propriétaires ou locataires d'un bien immobilier de se doter d'une assurance habitation. En 2017, le Bureau d’assurance du Canada (BAC) s'inquiétait «de constater qu’un trop grand nombre de Québécois ne détient toujours pas d’assurance habitation», alors que 37% des citoyens de la Province n'avaient à cette date toujours aucune assurance habitation. Un constat qui peut s'avérer problématique, notamment lorsque la responsabilité civile des personnes est engagée.

## Coût
En 2020, les Français ont payé en moyenne 160 euros d'assurance habitation, avec une moyenne de 2,3 euros par mètre carré.